# Emilio Vedova

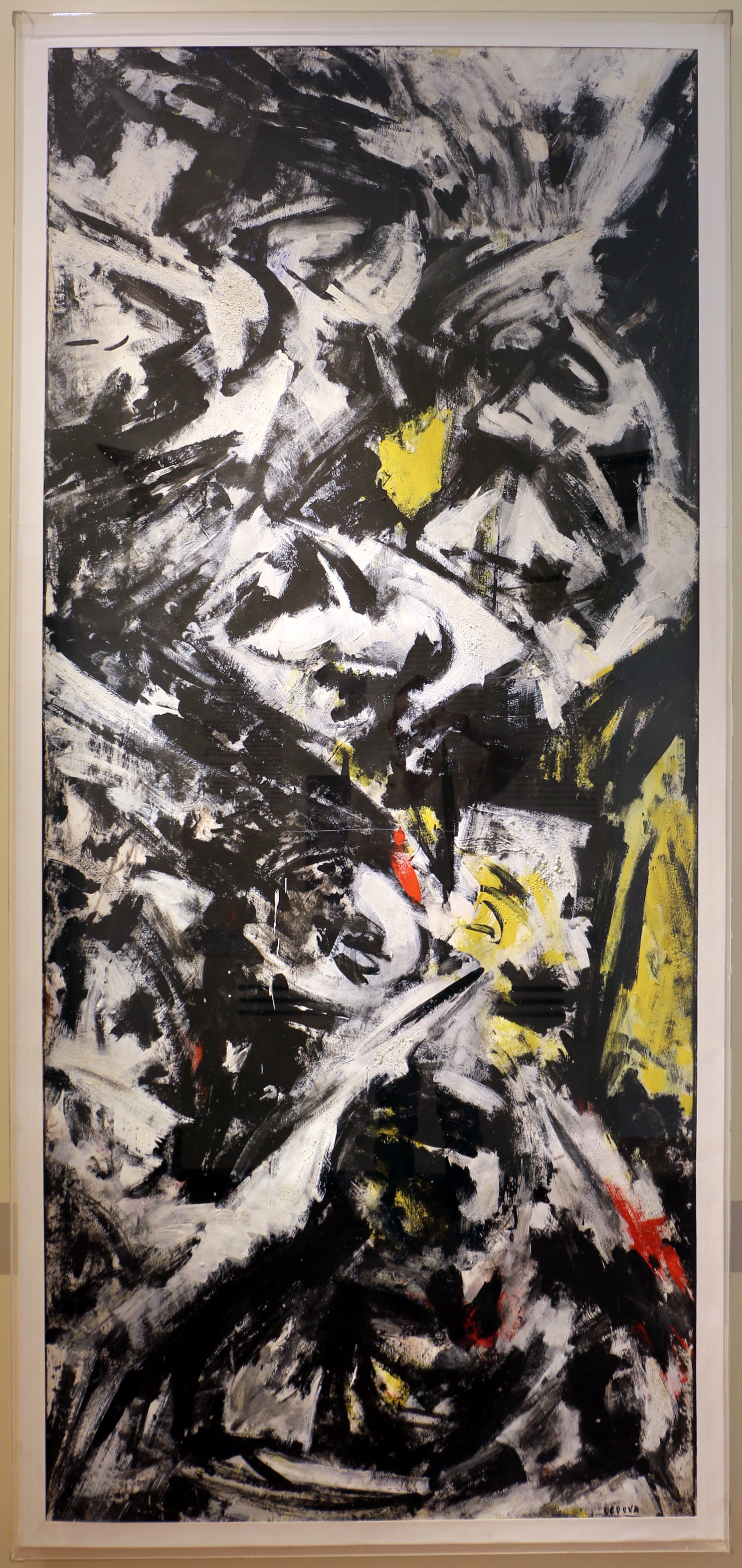
Sin título (1957-1959).

Emilio Vedova (Venecia, 9 de agosto de 1919 - Ib., 25 de octubre de 2006) fue un pintor y grabador italiano.

## Biografía
De una familia de obreros Emilio Vedova nace en Venecia en 1919. La mayor parte de su vida transcurre en Venecia donde enseña durante muchos años en la Academia de Bellas Artes. Su recorrido personal será, a lo largo de su existencia, el de un artista autodidacto.
Iniciado en el expresionismo, empezó a trabajar inicialmente en contacto con el grupo de Corrente (1942-1943).
En la Italia fascista los trabajos de Vedova eran considerados “subversivos”. Con la caída de Mussoloni en 1943 los Alemanes toman el poder. Emilio Vedova se une a los partisanos y entra en la resistencia; combate hasta 1945 en los montes del Frioul donde queda herido.  
En la posguerra estuvo entre los promotores del Frente nuevo de las artes. Precisamente en ese periodo, 1949-1950, se unió al proyecto de la importante colección Verzocchi (con el tema "El trabajo en la pintura contemporánea" y actualmente conservada en la Pinacoteca cívica de Forlì), enviando, además de un autorretrato, la obra "Interior de fábrica".
Concluida la guerra, se adhirió a los movimientos de renovación de los lenguajes artísticos. En 1946 firmó en Milán el Manifesto del realismo y en Venecia estuvo entre los fundadores de la Nuova Secessione Italiana, que luego se llamaría Fronte Nuovo delle Arti. Convencido de los valores éticos, además de los emocionales, de la abstracción, e intolerante con los moralismos propios de la elección de los temas del arte neorrealista, desde 1948, año en que participó como invitado en la Bienal de Venecia y en la Prima mostra nazionale d’arte contemporanea organizada en Bolonia por la Alleanza della cultura –una filiación del Partido Comunista italiano, del que era miembro–, se alineó con los abstractistas compartiendo la línea cultural de Lionello Venturi, a tal punto que en 1952 entró a formar parte del Gruppo degli Otto (Afro, Birolli, Corpora, Santomaso, Morlotti, Vedova, Moreni, Turcato) impulsado por el crítico, pasando del primer neocubismo de las "geometrías negras" a una pintura cuyas temáticas político-existenciales han ido encontrando una expresión en una gestualidad románticamente automática y abstracta. 
En 1961 colaboró con Luigi Nono para la escenografía de la obra Intolerancia 60. 
Falleció en Venecia a los 87 años, poco más de un mes después de la muerte de su mujer, Annabianca.

## Obras
- Interior de fábrica (1949-1950, con un autorretrato, Forlì, Pinacoteca Cívica)
- Crucifixión contemporánea (1953, Roma, Galería Nacional de Arte Moderno)
- Imágenes del tiempo (Venecia, Colección Guggenheim)
- España (1961)
- Plurimo I - las manos encima (1961, Roma, Galería Nacional de Arte Moderno)
- Contrastes (1958/59, Buenos Aires, Museo Nacional de Bellas Artes)
- De America '78 (1978), Pieve di Cento, MAGI '900